# ادریس بارزانی
ادریس مصطفی بارزانی( به کردی: ئیدریس موسته‌فا بارزانی) (زاده ۱۹۴۴– درگذشته ۳۱ ژانویه ۱۹۸۷)، یکی از چهره‌های سیاسی کُرد عراق بوده است.
او یک سیاست‌مدار کُرد بود که در سال ۱۹۴۴ میلادی (۱۳۲۳ شمسی) در روستای بارزان عراق، متولد شد و در ۳۱ ژانویه ۱۹۸۷ (۱۱ بهمن ۱۳۶۵) در سن ۴۲ سالگی در شهر ارومیه ایران، بر اثر حمله قلبی قلبی درگذشت.

## زندگی‌نامه
ادریس مصطفی بارزانی، فرزند مصطفی بارزانی و زن دوم وی حفصه بارزانی بود. وی همچنین برادر ناتنی مسعود بارزانی بود که از همسر دیگر مصطفی بارزانی به نام حمایل زیباری به‌دنیا آمد.
وی در سال ۱۹۶۱ یا ۱۳۴۰ با آغاز جنبش کردستان عراق (شورش ایلول)، شروع به کار کرد و بعد از مدتی خود را منتخب حزب در عضویت کمیته مرکزی حزب دموکرات کردستان عراق به ریاست مسعود بارزانی قرار داد و بعد از آن به عضویت دفتر سیاسی حزب انتخاب شد. در نشست‌های بین انقلابیون کُرد و حکومت وقت بغداد به ریاست احمد حسن بکر حضور داشت.
در اوایلِ مارس ۱۹۷۰ (اسفند ۱۳۴۸) در بغداد اعلان خودمختاری برای کردستان شد و او نیز عضو هیئت کُردها (وفد کردی) بود. در سال ۱۹۷۵ (۱۳۵۴) بعد از پایانِ پشتیبانی شاه ایران ، اتفاقات بین‌المللی بین دولت‌ها و شکست شورش کُردها، به همراهِ خانواده و عده ای از کُردهایِ عراقی به ایران پناه آورد؛ اما مدت زیادی طول نکشید که دوباره شروع به فعالیت کرد و با تشکیل رهبری موقت (به عربی: قيادة المؤقتة) در عراق توانست میدانِ دفاع را دوباره تقویت کند.
وی یکی از رهبران کُرد بود که توانست همه احزاب را به هم نزدیک کند و یک جبهه متحد به نام جبههٔ کردستانی تشکیل دهد.

## خانواده
او دارای هشت فرزند بود، شش پسر و دو دختر. همسر او نازدار رحمان نام داشت. وی در سال ۱۳۶۵ در ایران به علت سکته قلبی فوت کرد.